# Niobe (Eschilo)
Niobe (in greco antico: Νιόβη?, Nióbē) è una tragedia di Eschilo andata quasi completamente perduta, che trattava un episodio del Ciclo tebano.

## Trama
Da Aristotele, sembrerebbe che Eschilo non avesse, a differenza di alcuni altri autori, sviluppato tutta la storia di Niobe, ma solo una parte. Niobe, secondo Omero, si era vantata di essere una madre più prolifica di Leto, sicché i due figli di quest'ultima, Apollo e Artemide, uccisero i suoi sette figli e sette figlie. Si deduce, comunque, che ella rimanesse sulla scena per tutto il dramma. Dal momento che è esplicitamente riferito che Sofocle nella sua Niobe fece ritornare la sciagurata madre nella sua nativa Lidia dopo la distruzione dei suoi figli a Tebe, è probabile che questo trasferimento del luogo di azione da Tebe alla Lidia non fosse stato anticipato da Eschilo. Non vi è alcuna indicazione se Eschilo avesse, poi, adottato la leggenda secondo la quale Niobe fu trasformata in pietra. Inoltre, il poeta più anziano non dà alcun indizio per quanto riguarda la ragione per la calamità scagliata da Zeus su Anfione, il marito di Niobe.
Il luogo e l'azione di questo famoso dramma non possono essere determinate con certezza. A parte l'eroina protagonista, l'unico personaggio di cui si sa che partecipasse all'azione era Tantalo, il padre di Niobe - egli stesso, come la figlia, distrutto a causa dell'orgoglio generato dalla sua grande fortuna. Fino ad un terzo della tragedia, comunque, Niobe rimaneva seduta senza parole sulla tomba della sua prole, a quanto pare l'esempio più celebre del dispositivo drammatico del silenzio spesso impiegato da Eschilo.